# Efterskolen Frydensberg
Frydensberg Efterskole er en kristen efterskole i Mariager. Skolen underviser op til 130 elever i hhv. 8.-10. klasse. Skolens forstander hedder Gideon Jakobsen, og er tidligere præst i Odense Bykirke. Skolen har 3 store udlandsrejser. En skitur for 9. klasse, hvor de tager til Norge i en uge. Skolen har også en 10. klasses rejse, hvor eleverne selv bestemmer hvilken af 3 muligheder de vil på. USA, Athen og Tanzania. Imellem de skriftlige og mundtlige prøver, er der også en storbysrejse i Europa for hele skolen. Udover de 3 udlandsrejser har 8. klasse også en kanotur.  

## Historie
Frydensberg Efterskole blev grundlagt i 1989 med Poul Kirk som forstander. Poul Kirk var også med til at grundlægge de andre Mosaikskoler der startede i Mariager i 1981. I 1992 bliver Frydensberg efterskole en selvstændig efterskole. 
| Forstander      | Årstal    |
| --------------- | --------- |
| Poul Kirk       | 1989-?    |
| Jørgen Løvstad  | ?-?       |
| Kristine        | ?-2007    |
| Finn Mester     | 2007-2017 |
| Martin Lysgaard | 2017      |
| Gideon Jakobsen | 2018-Nu   |

## Ekstern henvisning
- Skolens hjemmeside Arkiveret 26. juni 2009 hos  Wayback Machine

| Skole | Spire Denne artikel om en skole, en uddannelsesinstitution eller uddannelse er en spire som bør udbygges. Du er velkommen til at hjælpe Wikipedia ved at udvide den. |